# Ropień Brodiego
Ropień Brodiego (łac. abscessus Brodie, ang. Brodie abscess) – postać przewlekłego zapalenia kości i szpiku.
Objawia się radiologicznie centralnie położonym ogniskiem przejaśnienia otoczonym dosyć szeroką tzw. strefą sklerotyczną kości, bez ostrych granic. Zazwyczaj występuje w przynasadach kości długich, w okolicy stawu kolanowego i skokowo-goleniowego. Ognisko ropne zostaje otoczone błoną i zazwyczaj nie ulega przebiciu na zewnątrz. Spotykana u starszych dzieci i dorosłych.
Nazwa tej jednostki chorobowej upamiętnia sir Benjamina Collinsa Brodiego (1783–1862), który opisał taką zmianę u 24-letniego pacjenta z zapaleniem przynasady piszczeli w 1832 roku.